# Темир-Зингейка
Темир-Зингейка — река в России, протекает по Нагайбакскому району Челябинской области. Устье реки находится в 23 км по правому берегу реки Кызыл-Чилик. Длина реки — 26 км, площадь водосборного бассейна — 688 км².

## Данные водного реестра
По данным государственного водного реестра России относится к Уральскому бассейновому округу, водохозяйственный участок реки — Урал от Магнитогорского гидроузла до Ириклинского гидроузла. Речной бассейн реки — Урал (российская часть бассейна).
Код объекта в государственном водном реестре — 12010000312112200001809.